# Banco de Bangladés
El Banco de Bangladés (en inglés: Bangladesh Bank) es el banco central de Bangladés.
El banco central fue creado por la Ley de 1972, que se aplica a partir del 16 de diciembre de 1971. 
El comité ejecutivo consta de 9 personas: un presidente, un vicepresidente, tres altos funcionarios del gobierno, y 4 miembros con experiencia en la banca, las finanzas, el comercio, la industria o la agricultura. Estos 4 son nombrados por el gobierno. El presidente es también el gobernador y desde el 20 de marzo de 2016 es Fazle Kabir, que sucedió a Atiur Rahman.
Como tareas principales el banco:
- emitir la moneda del país y la gestión de las reservas de divisas
- establecer la política monetaria del para cumplir con una meta de inflación estable
- lograr una moneda estable (Taka)
- contribuir tasas altas de producción y bajas tasas de desempleo en el país